# Acqui Terme
Acqui Terme est une commune italienne d'environ 19 000 habitants, située dans la province d'Alexandrie, dans la région Piémont, en Italie nord-occidentale. Elle se trouve à 35 km au sud-sud-ouest d'Alexandrie.

## Géographie
Les sources chaudes de soufre sont célèbres depuis l'époque romaine d'Aquae Statiellae. Les anciens bains sont mentionnés par Paul Diacre et le chroniqueur Liutprand de Crémone.
Dans les années 1870, Giovanni Ceruti a conçu un petit pavillon, connu sous le nom La Bollente, sur le lieu, au centre de la ville, où sortent les eaux gazeuses à 75 °C.

## Histoire
La tribu ligure des Statiellates est conquise par les Romains en 173 av. J.-C. Dans la période romaine, la ville est reliée par la route avec Alba Pompeia et Augusta Taurinorum (Turin). À proximité de la ville, près de la rivière Bormida, se trouvent les restes de l'aqueduc qui l'approvisionnait.
Au VIe siècle, elle devient une partie du royaume lombard d'Italie du Nord.
En 905, 906 ou 919, la ville est razziée voire occupée militairement par des musulmans venus de la colonie andalouse du Fraxinet,,. À cette occasion, elle est vidée de sa population. En 935 ou 936, des musulmans du Fraxinet, menés par un certain Sagittus (peut-être une retranscription latine du prénom arabe Sa'id), tentent une nouvelle incursion à Acqui mais sont cette fois-ci repoussés.
De 978 à 1135, la ville est gouvernée par l'évêque du diocèse du même nom. En 1278, elle est annexée au marquisat du Montferrat, à laquelle elle appartient jusqu'à son acquisition par le duché de Savoie en 1708, une situation confirmée par les traités d'Utrecht en 1713 et de Rastatt en 1714 qui sont l’aboutissement de la Guerre de Succession d'Espagne, en Europe.
Les 13 et 14 avril 1796, Bonaparte et Augereau remportent plusieurs victoires à proximité, dans le prolongement de la bataille de Montenotte : bataille de Millesimo contre les Sardes du général Provera, deuxième bataille de Dego contre les Autrichiens.
De 1805 à 1814, Acqui Terme est le chef-lieu de l'arrondissement d'Acqui, dans le département de Montenotte, créé le 6 juin 1805, dans le cadre de la nouvelle organisation administrative mise en place par Napoléon Ier en Italie et supprimée le 11 avril 1814, après la chute de l'Empire.
Au XIXe siècle, ses thermes sont renommés jusqu'en France. L'historien français Jules Michelet y fait un séjour en 1854.
La ville est raccordée au réseau ferroviaire vers Gênes en 1892.

## Économie
Outre l'activité thermale très ancienne et le tourisme, le travail du fer forgé est important.

## Culture
La devise de la ville est « Arte et Marte », qui peut être traduit par « Avec ingéniosité et force ». Un dialecte de la langue piémontaise est encore utilisé dans la région. 
Parmi les événements les plus importants, la Biennale Internationale de Gravure, un événement remarquable pour l'art de la gravure du monde entier.

## Monuments et patrimoine
- La cathédrale d'Acqui Terme de style gothique, dédiée à Santa Maria Assunta, a été construite dans la fin du Xe siècle et consacrée en 1067 par l'évêque Guido. Il s'agit d'un édifice roman avec un plan en croix latine, une nef et quatre (à l'origine deux) les allées. La façade possède un portail principal sculpté par Antonio Pilacorte, une rosace de la fin du XVe siècle et un portique du XVIIe siècle. Le clocher gothique date de 1479. L'intérieur abrite un triptyque de la fin du XVe siècle par l'artiste espagnol Bartolomé Bermejo, et un autel baroque de Saint Guido[15].
- Le château des Paleologi, mentionné pour la première fois en 1056. il est reconstruit au XVe siècle par le marquis Guillaume VII de Montferrat. Le château est désormais utilisé depuis 2001 comme musée archéologique[16]
- L'église de San Pietro ou Addolorata, d'origine paléochrétienne. Elle a été presque entièrement reconstruite au cours des Xe et XIe siècles en style roman, quand elle devint une abbaye bénédictine. Elle a, de nouveau été largement rénovée au XVIIIe siècle, avant de retrouver un aspect néo-roman dans les années 1930[17].
- L'église de Saint-François. Elle comprend deux cloîtres du XVe siècle de l'ancien couvent franciscain.

### Hameaux
Lussito, Ovrano, Moirano

### Communes limitrophes
Alice Bel Colle, Castel Rocchero, Cavatore, Grognardo, Melazzo, Montabone, Ricaldone, Strevi, Terzo, Visone

## Évêché
- Diocèse d'Acqui

## Sport
- Son principal club de football est l'Acqui 1911.

## Jumelages
- Gênes (Italie)
- Argostóli (Grèce)

## Personnalités nées dans la ville
- Giulietto Chiesa, journaliste et homme politique, né en 1940.
- Pierdomenico Baccalario, écrivain pour la jeunesse.
- Camilla Ravera, sénatrice à vie.